# La Unión (Valparaíso)
La Unión fue un periódico chileno matutino, de tendencia conservadora y católica, que circuló desde 1885 hasta 1973.

## Historia

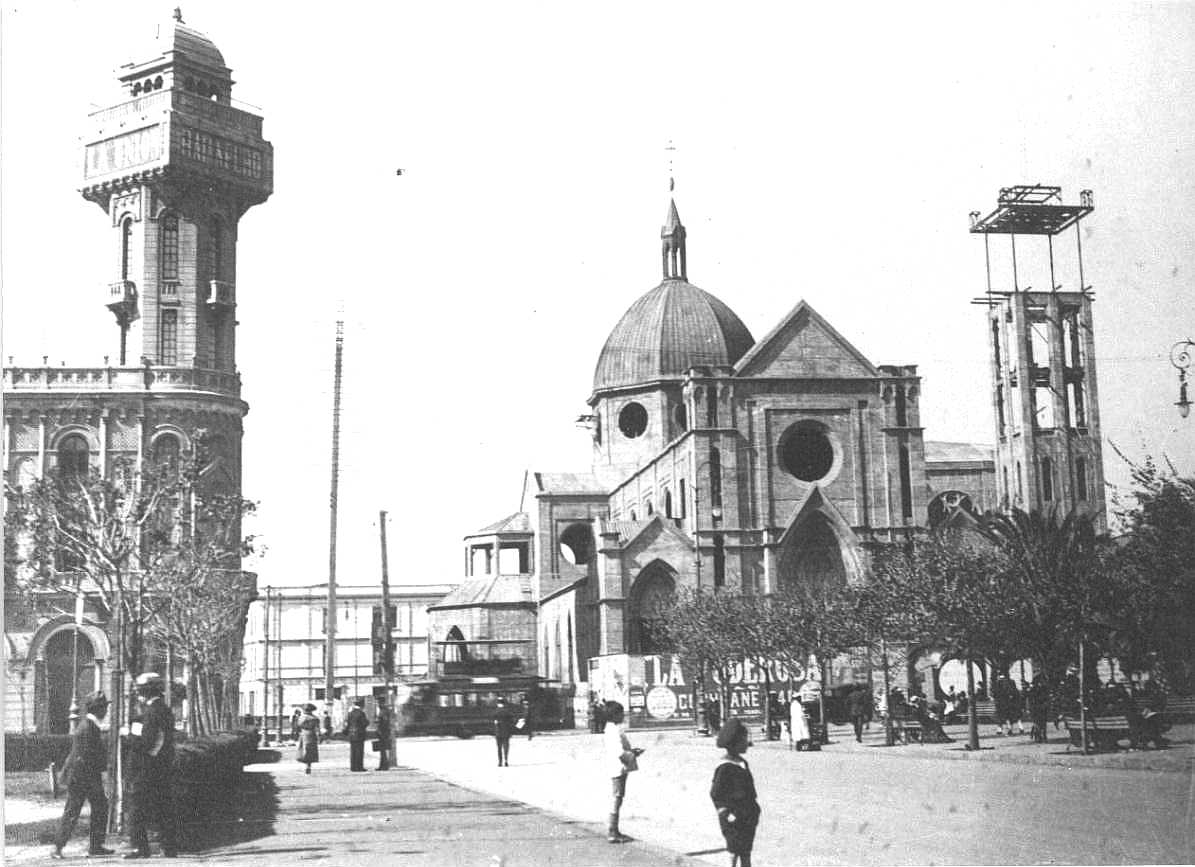
Foto antigua en la que se puede apreciar la torre, hoy inexistente, de la sede del diario; nótese también el campanario inconcluso de la Catedral.

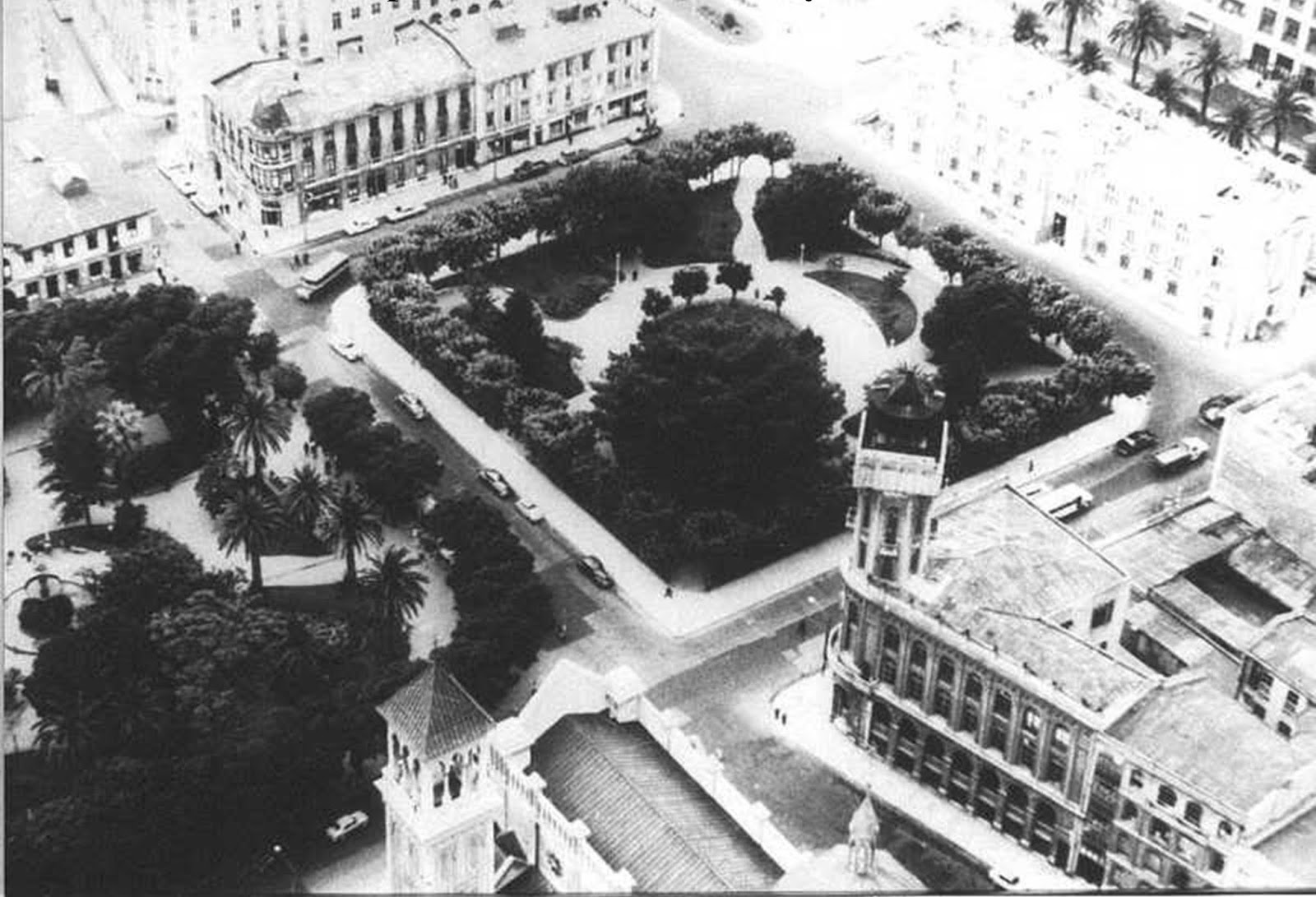
El edificio frente a la Plaza Simón Bolívar con su torre desaparecida.

Fundado en Valparaíso el 23 de enero de 1885 por el sacerdote católico y futuro arzobispo de Santiago de Chile Juan Ignacio González Eyzaguirre, junto con un grupo de laicos, La Unión se convirtió en un influyente periódico regional que apoyó a la derecha política chilena, primero Partido Conservador y, después de la disolución de este en 1966, al Nacional.
En 1930, y con ayuda financiera de El Diario Ilustrado, La Unión adquirió una imprenta a colores, sin tener que recurrir a otras imprentas porteñas para realizar trabajos multicromáticos, especialmente los suplementos dominicales magazinescos y de historietas, considerados de mayor calidad que los publicados por El Mercurio de Valparaíso, El Heraldo y La Estrella de Valparaíso con imprentas subcontratadas. El suplemento de tiras cómicas fue bastante notable por haberse impreso a todo color durante la Segunda Guerra Mundial, periodo en el cual la mayoría de los diarios imprimieron sus historietas en blanco y negro o a dos tonos (negro-rojo). Entre otras historietas populares se publicaron Dick Tracy (que figuró en la portada entre 1936 y 1972, a página completa), Anita la huerfanita (Little Orphan Annie), y Steve Canyon.
El edificio del diario La Unión fue uno de los lugares donde se instalaron televisores para recibir la primera transmisión inalámbrica de televisión en Chile, emitida el 5 de octubre de 1957 desde la Casa Central de la Universidad Católica de Valparaíso (UCV).
Luego del anuncio de cierre del periódico en enero de 1970 por problemas financieros, La Unión fue ocupado por sus trabajadores, por lo que sus dueños sacaron un diario titulado Extra, el cual fue confiscado en 1972 por el gobierno de la Unidad Popular (UP), retirando entre otras cosas, su mítica sección cómica. Fue clausurado después de 88 años de existencia, el 11 de septiembre de 1973, el día del golpe militar encabezado por el general Augusto Pinochet.

## Edificio deLa Unión

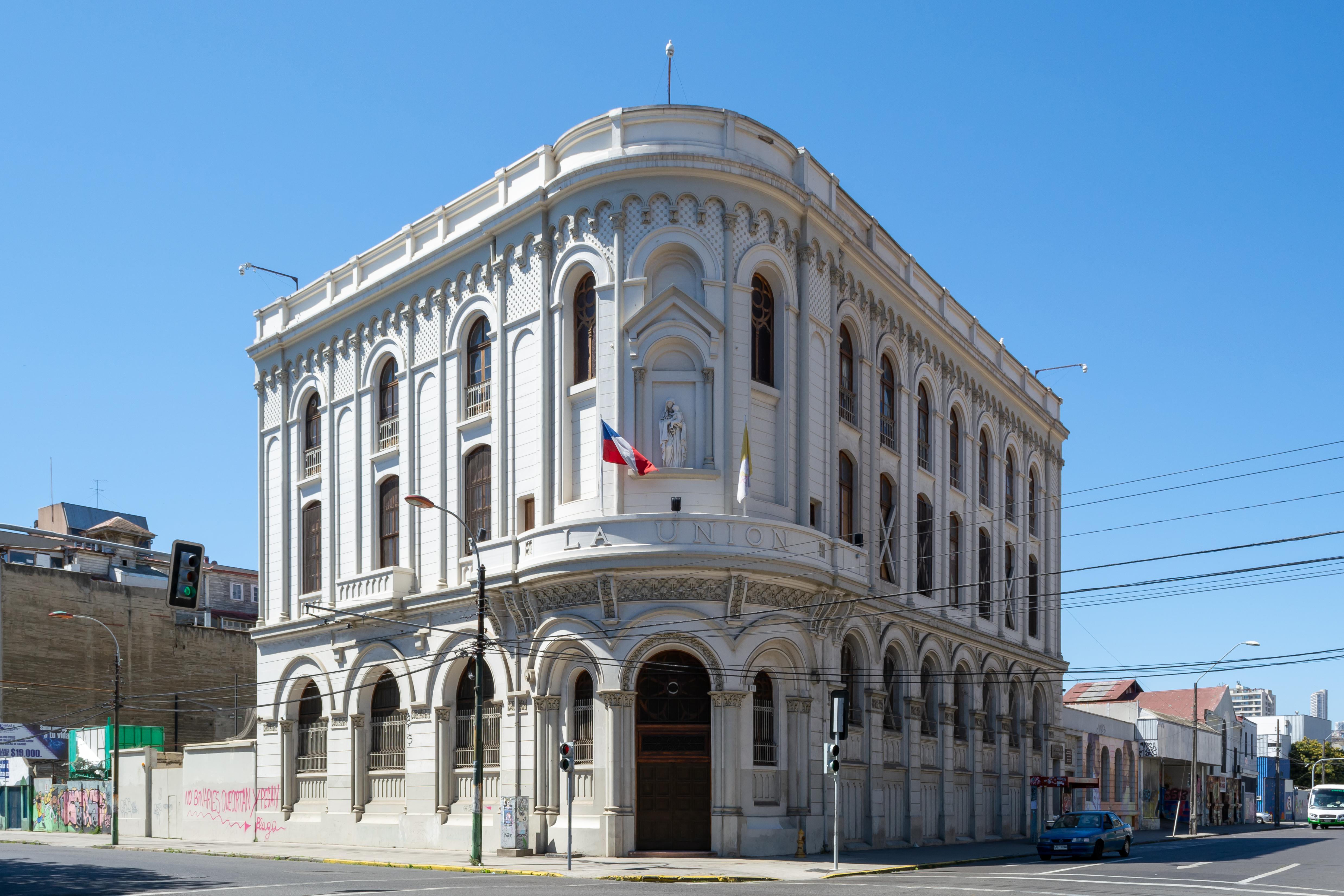
Edificio de La Unión, hoy perteneciente al Arzobispado de Valparaíso.

El edificio que fue sede del periódico, construido en 1912 y ubicado a un costado de la Plaza Victoria, en Chacabuco esquina Edwards, es actualmente sede del obispado de Valparaíso. El diario, hasta antes de ser confiscado, pertenecía en realidad al obispado y el inmueble había sido entregado en concesión a este.
Ese edificio tuvo una torre —hoy desaparecida— que el caricaturista Lukas la bautizó como un pisacorazones; en 1922 se inauguró un luminoso circular (invento de Julio César Vera) que daba noticias, con un sistema ingenieril que en ese tiempo era único en el mundo.
El año 2003 inició la ejecución del Fondo Patrimonial del diario La Unión de Valparaíso, a cargo del Instituto de Historia de la Pontificia Universidad Católica de Valparaíso.